# (404) Arsinoë
(404) Arsinoë ist ein Asteroid des mittleren Hauptgürtels, der am 20. Juni 1895 vom französischen Astronomen Auguste Charlois am Observatoire de Nice bei einer Helligkeit von 11,5 mag entdeckt wurde.
Der Asteroid ist benannt nach Arsinoë, laut einigen Mythologen die Mutter des Asklepios von Apollon, obwohl ansonsten Koronis als die Mutter des Asklepios angesehen wird. Den Namen trug auch eine Amme des Orestes, die ihren eigenen Sohn in das Bett des Orestes legte, wo er von Aigisthos getötet und Orestes dadurch gerettet wurde. Julius Bauschinger, der Direktor des Astronomischen Rechen-Instituts in Berlin, veröffentlichte 1901 die Namen von 34 von Charlois entdeckten Asteroiden zwischen den Nummern (356) und (451). Im Text heißt es lediglich: „Nach Zustimmung des Herrn Charlois haben folgende von ihm entdeckten… Planeten nachstehende Namen erhalten.“ Es liegt daher nahe, dass die Namen vom Astronomischen Rechen-Institut ausgewählt wurden.

## Wissenschaftliche Auswertung
Mit Daten radiometrischer Beobachtungen im Infraroten aus dem Jahr 1974 vom Cerro Tololo Inter-American Observatory in Chile wurden für (404) Arsinoë erstmals Werte für den Durchmesser und die Albedo von 102 km und 0,03 bestimmt. Aus Ergebnissen der IRAS Minor Planet Survey (IMPS) wurden 1992 erstmals Angaben zu Durchmesser und Albedo für zahlreiche Asteroiden abgeleitet, darunter auch (404) Arsinoë, für die damals Werte von 97,7 km bzw. 0,05 erhalten wurden. Eine Auswertung von Beobachtungen durch das Projekt NEOWISE im nahen Infrarot führte 2011 zu vorläufigen Werten für den Durchmesser und die Albedo im sichtbaren Bereich von 98,7 km bzw. 0,05. Nachdem die Werte nach neuen Messungen mit NEOWISE 2012 auf 108,6 km bzw. 0,04 geändert worden waren, wurden sie 2014 auf 95,0 km bzw. 0,05 korrigiert. Nach der Reaktivierung von NEOWISE im Jahr 2013 und Registrierung neuer Daten wurden die Werte 2015 zunächst mit 85,1 km bzw. 0,05 angegeben und dann 2016 korrigiert zu 89,3 km bzw. 0,04, diese Angaben beinhalten aber alle hohe Unsicherheiten. Eine Untersuchung von 2020 bestimmte aus drei Sternbedeckungen durch (404) Arsinoë einen Durchmesser von 95,7 ± 3,3 km.
Eine spektroskopische Untersuchung von 820 Asteroiden zwischen November 1996 und September 2001 am La-Silla-Observatorium in Chile ergab für (404) Arsinoë eine taxonomische Klassifizierung als Caa- bzw. B-Typ.
Photometrische Messungen des Asteroiden fanden erstmals statt am 27. und 28. April 1974 am Kitt-Peak-Nationalobservatorium in Arizona. Die aufgezeichneten Lichtkurven zeigten zwei unterschiedliche Minima und konnten nicht zu einer Rotationsperiode ausgewertet werden. Weitere Beobachtungen erfolgten am 23. und 24. August 1979 am La-Silla-Observatorium in Chile. Aus der aufgezeichneten Lichtkurve wurde nun eine Rotationsperiode von 8,93 h bestimmt.
Aus archivierten photometrischen Daten des United States Naval Observatory (USNO) in Arizona und der Catalina Sky Survey von 1999 bis 2011 wurde in einer Untersuchung von 2013 erstmals ein dreidimensionales Gestaltmodell des Asteroiden für eine Rotationsachse mit prograder Rotation und einer Periode von 8,88766 h berechnet. Unter Berücksichtigung der Beobachtungsergebnisse von zwei Sternbedeckungen am 21. Februar 2003 und am 6. Januar 2011 konnte das Modell zu einem volumenäquivalenten Durchmesser von 101 ± 5 km skaliert werden.
Im Jahr 2021 wurde aus archivierten Daten und photometrischen Messungen von Gaia DR2 erneut ein dreidimensionales Gestaltmodell des Asteroiden für eine Rotationsachse mit prograder Rotation und einer Periode von 8,88766 h berechnet. Aus archivierten Daten des Asteroid Terrestrial-impact Last Alert System (ATLAS) aus dem Zeitraum 2015 bis 2018 konnte in einer Untersuchung von 2022 mit der Methode der konvexen Inversion eine Rotationsperiode von 8,88762 h bestimmt werden.
Abschätzungen von Masse und Dichte für (404) Arsinoë aufgrund von gravitativen Beeinflussungen auf Testkörper ergaben in einer Untersuchung von 2012 eine Masse von etwa 3,42·1018 kg, was mit einem angenommenen Durchmesser von etwa 97 km zu einer Dichte von 7,16 g/cm³ führte bei keiner Porosität. Diese Werte besitzen aber eine hohe Unsicherheit im Bereich von ±89 %.